# Honestidad brutal
Honestidad brutal es el sexto disco en solitario del argentino Andrés Calamaro, lanzado en formato doble en 1999. El álbum refleja un tiempo fructífero, doloroso e intrincado en la vida del cantante.

## Antecedentes
Este trabajo fue editado en 1999 y sus canciones fueron compuestas y grabadas entre 1998 y 1999, en las ciudades de Nueva York, Miami, Madrid y Buenos Aires, en viajes que el artista realizó durante la gira presentación de su anterior álbum, Alta suciedad. Grabado cuando Calamaro tenía 37 años, el álbum contiene 37 canciones, seleccionadas entre más de mil grabadas durante este período, como resultado de la separación de su novia española, noches de insomnio y viajes en avión. La mayoría de las canciones son sobre arrepentimiento y pánico por amor perdido.
Según la discográfica DRO, el disco es el que más ha costado en toda su historia: alrededor de 250.000 dólares.
Aparte de baladas clásicas y canciones de rock, presentes en casi todos los trabajos de Calamaro, el disco incluye elementos de tango, blues, bossa nova y funk.

## Lista de temas
Todas las canciones escritas y compuestas por Andrés Calamaro, que comparte autoría en los temas que se indican; salvo la versión de «Naranjo en flor», tango de los hermanos Homero y Virgilio Expósito.

| CD1 |                              |                                                     |          |  |
| N.º | Título                       | Escritor(es)                                        | Duración |  |
| 1.  | «El día de la mujer mundial» |                                                     | 3:29     |  |
| 2.  | «Te quiero igual»            | Andrés Calamaro, Clota Ponieman                     | 3:57     |  |
| 3.  | «La parte de adelante»       |                                                     | 4:23     |  |
| 4.  | «Clonazepam y circo»         | Andrés Calamaro, Augusto Herrera, Marcelo Scornik   | 3:01     |  |
| 5.  | «Los aviones»                |                                                     | 4:25     |  |
| 6.  | «Más duele»                  |                                                     | 3:11     |  |
| 7.  | «Cuando te conocí»           |                                                     | 3:19     |  |
| 8.  | «Prefiero dormir»            |                                                     | 4:27     |  |
| 9.  | «Jugar con fuego»            | Andrés Calamaro, Mariano Mores                      | 3:00     |  |
| 10. | «Maradona»                   |                                                     | 1:49     |  |
| 11. | «Una bomba»                  |                                                     | 4:19     |  |
| 12. | «Socio de la soledad»        |                                                     | 3:42     |  |
| 13. | «Son las nueve»              | Andrés Calamaro, Augusto Herrera                    | 3:09     |  |
| 14. | «Las dos cosas»              |                                                     | 5:10     |  |
| 15. | «Veneno»                     | Andrés Calamaro, Gabriel Carámbula, Augusto Herrera | 6:30     |  |
| 16. | «Ansia en Plaza Francia»     |                                                     | 2:52     |  |
| 17. | «Paloma»                     |                                                     | 4:57     |  |
| 18. | «Con Abuelo»                 | Andrés Calamaro, Augusto Herrera                    | 5:28     |  |

| CD2 |                       |                                                   |          |  |
| N.º | Título                | Escritor(es)                                      | Duración |  |
| 1.  | «No tan Buenos Aires» | Andrés Calamaro, Augusto Herrera                  | 7:29     |  |
| 2.  | «El tren que pasa»    |                                                   | 3:38     |  |
| 3.  | «Victoria y Soledad»  |                                                   | 2:57     |  |
| 4.  | «Mi propia trampa»    |                                                   | 2:35     |  |
| 5.  | «Negrita»             | Andrés Calamaro, Augusto Herrera                  | 4:57     |  |
| 6.  | «Voy a dormir»        |                                                   | 3:00     |  |
| 7.  | «Eclipsado»           |                                                   | 3:32     |  |
| 8.  | «Mi quebranto»        |                                                   | 3:40     |  |
| 9.  | «Me pierdo»           | Andrés Calamaro, Bebe Contepomi                   | 4:22     |  |
| 10. | «Hacer el tonto»      | Andrés Calamaro, Augusto Herrera, Marcelo Scornik | 3:09     |  |
| 11. | «Naranjo en flor»     | Homero Expósito, Virgilio Expósito                | 3:52     |  |
| 12. | «Aquellos besos»      | Andrés Calamaro, Augusto Herrera                  | 4:35     |  |
| 13. | «No son horas»        |                                                   | 4:13     |  |
| 14. | «Las heridas»         |                                                   | 2:39     |  |
| 15. | «Hay»                 | Andrés Calamaro, Javier Corcobado                 | 3:47     |  |
| 16. | «El ritmo del lunes»  | Andrés Calamaro, Moris                            | 3:11     |  |
| 17. | «Para qué»            | Andrés Calamaro, Ciro Fogliatta                   | 2:40     |  |
| 18. | «No va más»           | Andrés Calamaro, Ciro Fogliatta                   | 3:48     |  |
| 19. | «La parte de atrás»   |                                                   | 3:07     |  |

## Personal
| Músicos - Andrés Calamaro: voz, guitarra, bajo, batería, teclados, armónica - Coti Sorokin: guitarra, bajo, bandoneon - Marc Ribot: guitarra - Candy Avello: bajo - Javier Calamaro: batería - Ciro Fogliatta: teclados - Fabián Vön Quintiero: teclados - Augusto "Gringui" Herrera: guitarra, bajo - Guillermo Martín: guitarra - Pappo: guitarra - Mariano Mores: piano - Virgilio Expósito: piano - Moris: guitarra - Carlos "Patán" Vidal: teclados - Daniel Wirzt: batería | Equipo técnico - Guido Nisenson: mezclas - Ted Jensen: masterización - Joe Blaney: productor musical - Javier Salas: fotografía |